# 福建生物工程职业技术学院
福建生物工程职业技术学院是中华人民共和国的一所全日制专科公办省属普通高等职业学校，位于福建省福州市。
1980年5月，福建医药学校成立。2005年5月，升格为福建生物工程职业技术学院。